# Audi RS Q3
L'Audi RS Q3 est le premier SUV d'Audi à adopter le badge RS. Sa commercialisation a débuté en octobre 2013. Son concurrent direct est le BMW X1 xDrive 35i d'une puissance de 306 CH qui, lui, est uniquement commercialisé aux États-Unis avec des performances légèrement plus faibles.

## RS Q3 (Type 8U), 2013-2016

### Historique du modèle
L'Audi RS Q3 a été lancé en 2013 avec un moteur essence cinq cylindres en ligne avec turbocompresseur et injection directe de carburant (TFSI) d'une cylindrée de 2,5 L, ce moteur est issu de l’Audi TT 8J RS et de l’Audi RS3. 
Le moteur a une cylindrée de 2 480 m3 et il délivre une puissance maximale de 228 kW (310 ch) ou, en tant que RS Q3 Performance, une puissance maximale de 270 kW (367 ch). Le couple maximal du moteur de 2,5 l est de 450 Nm dans le RS Q3 et de 465 Nm dans le RS Q3 Performance. Le RS Q3 est uniquement disponible avec une transmission à double embrayage à sept rapports. 
L'Audi RS Q3 est plus long de 2,5 cm, plus large de 0,9 cm et plus bas de 1 cm.
Lors du restylage du Q3 en 2015, le RS Q3 conserve le même moteur moteur mais dispose de 340 ch et d'un couple de 450 N.m. 
Durant le Salon de Genève 2016, Audi présente le RS Q3 Performance.

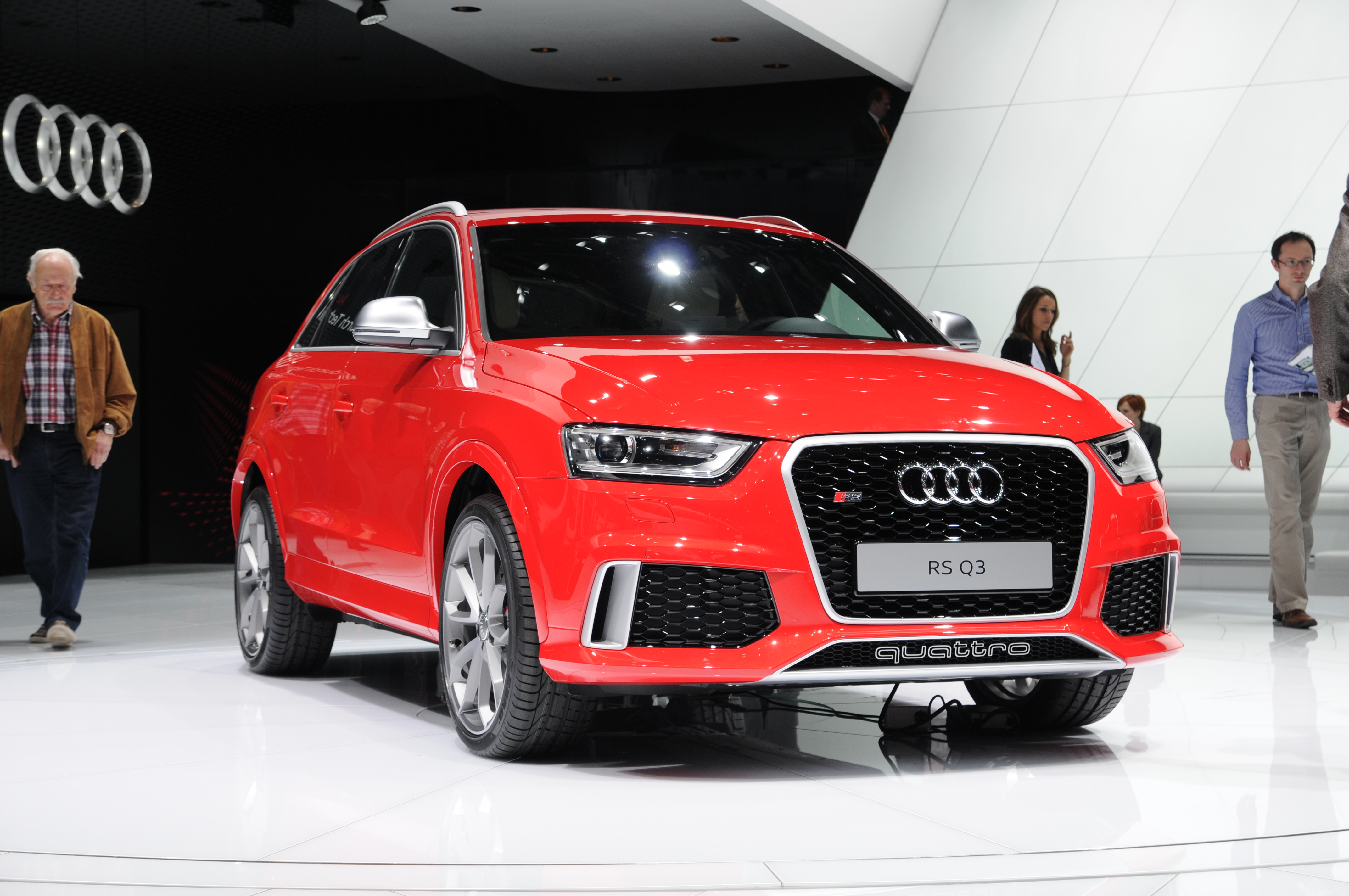
Audi RS Q3 (2013–2014)
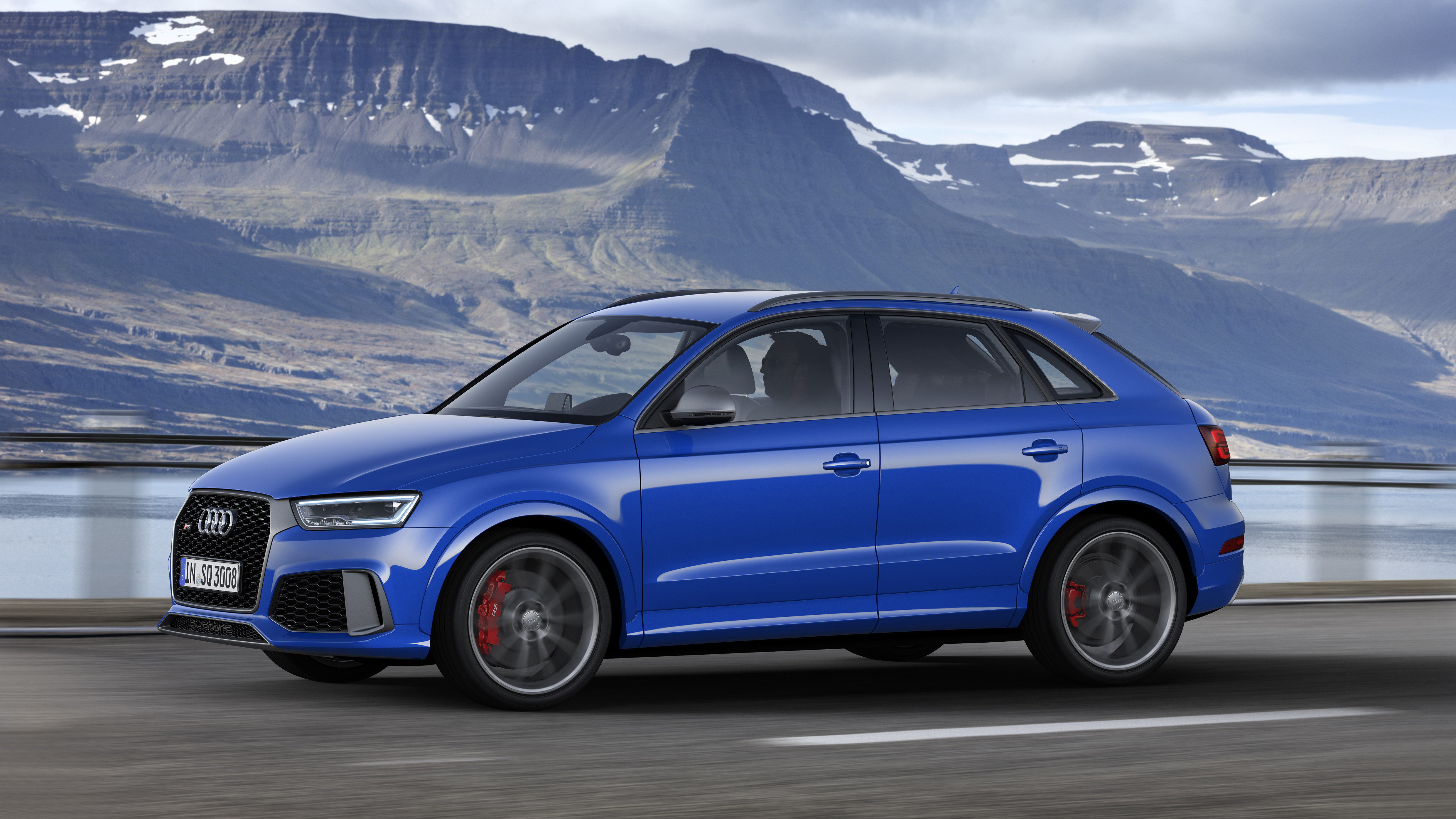
Audi RS Q3 Performance (2016)
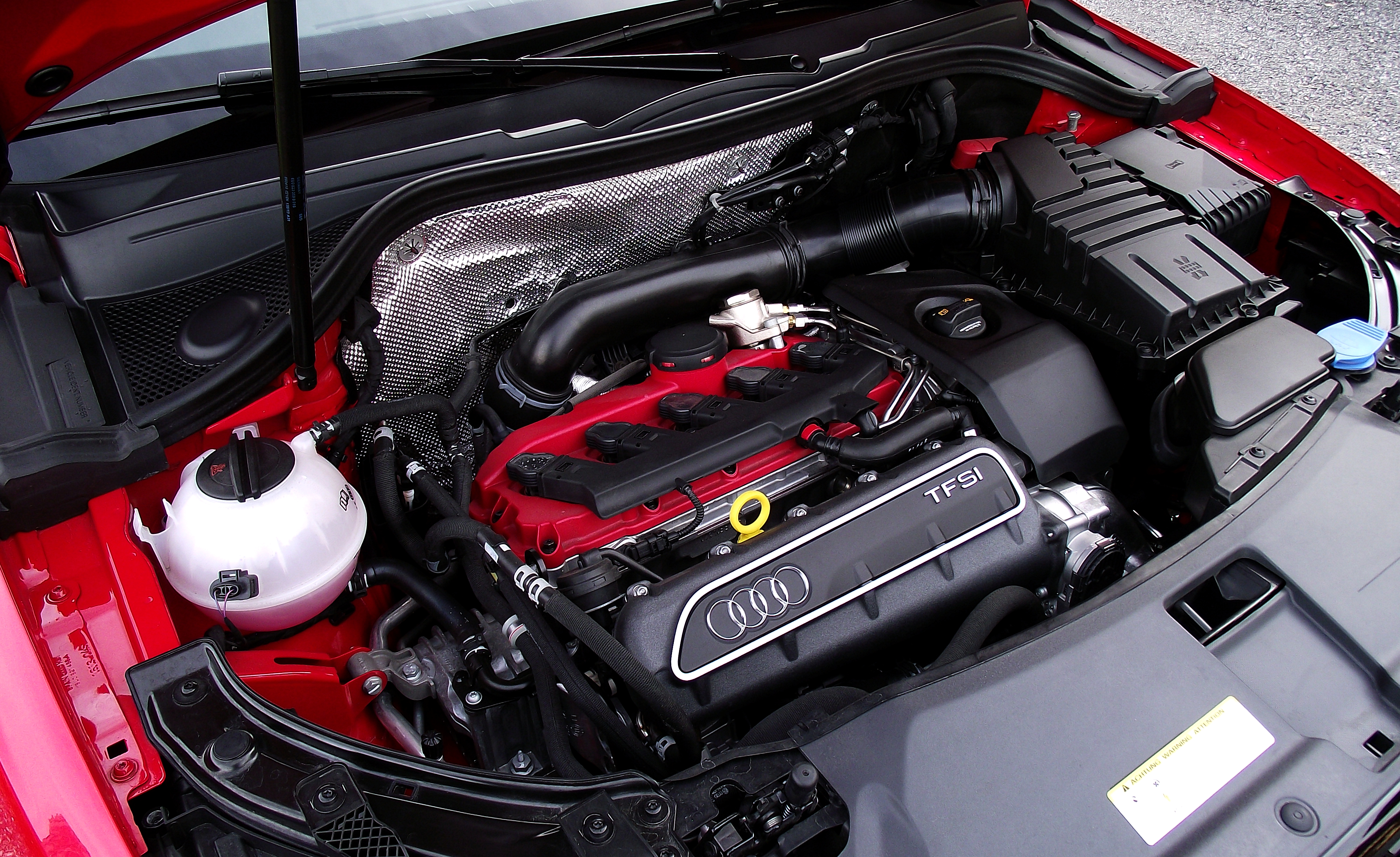
Compartiment moteur d’un RS Q3

### Performance
Le 0 à 100 km/h est abattu en 4,5 secondes. Quant à la vitesse, elle est bridée à 250 km/h.

## RS Q3 (Type F3), depuis 2019
Fin septembre 2019, Audi a présenté le RS Q3 et le RS Q3 Sportback, mis en vente fin 2019.
En 2022, le véhicule voit sa puissance portée à 400 ch pour un couple de 480 N.m et un 0 à 100 km/h abattu en 4,5 secondes.

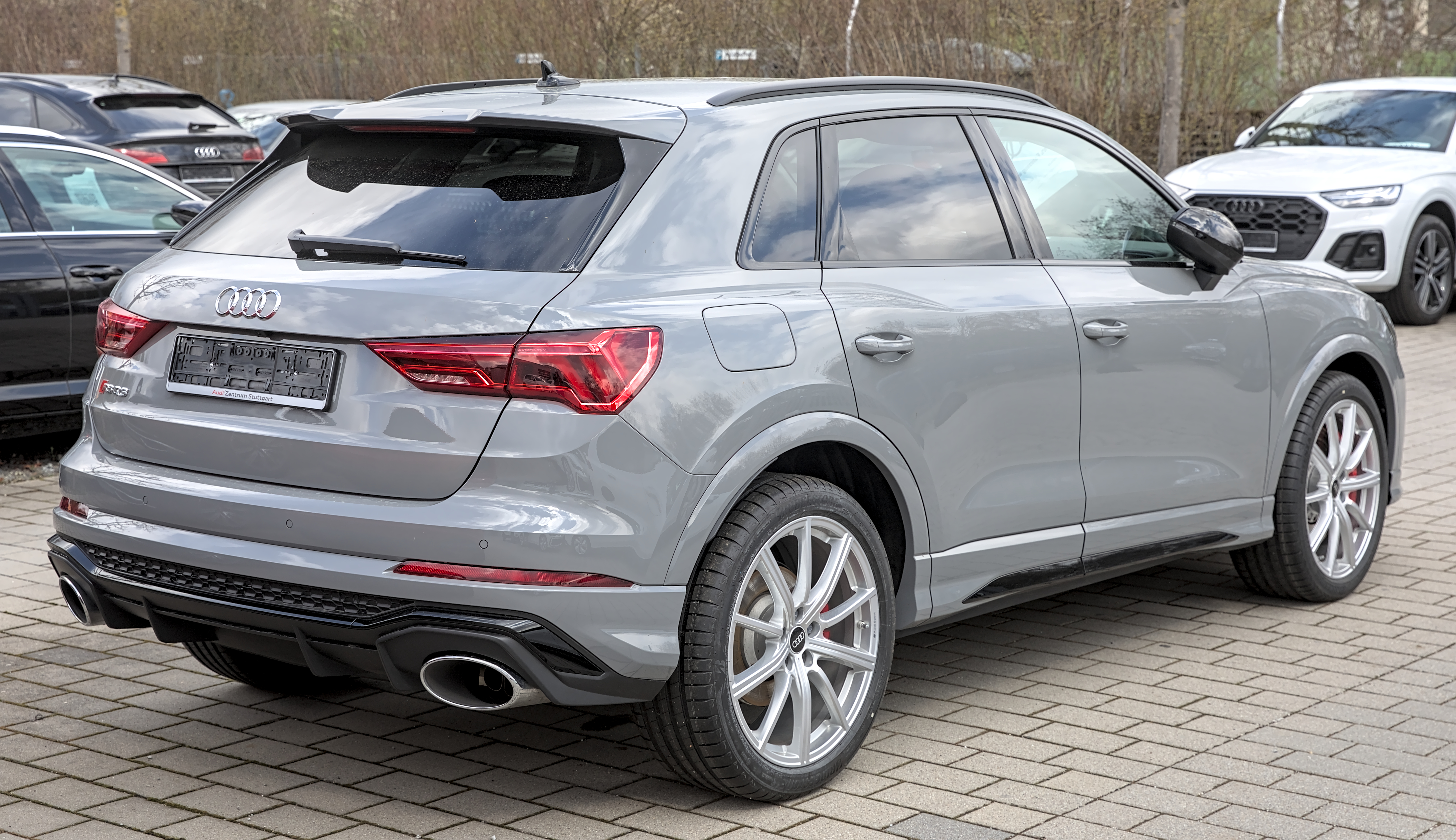
Vue arrière
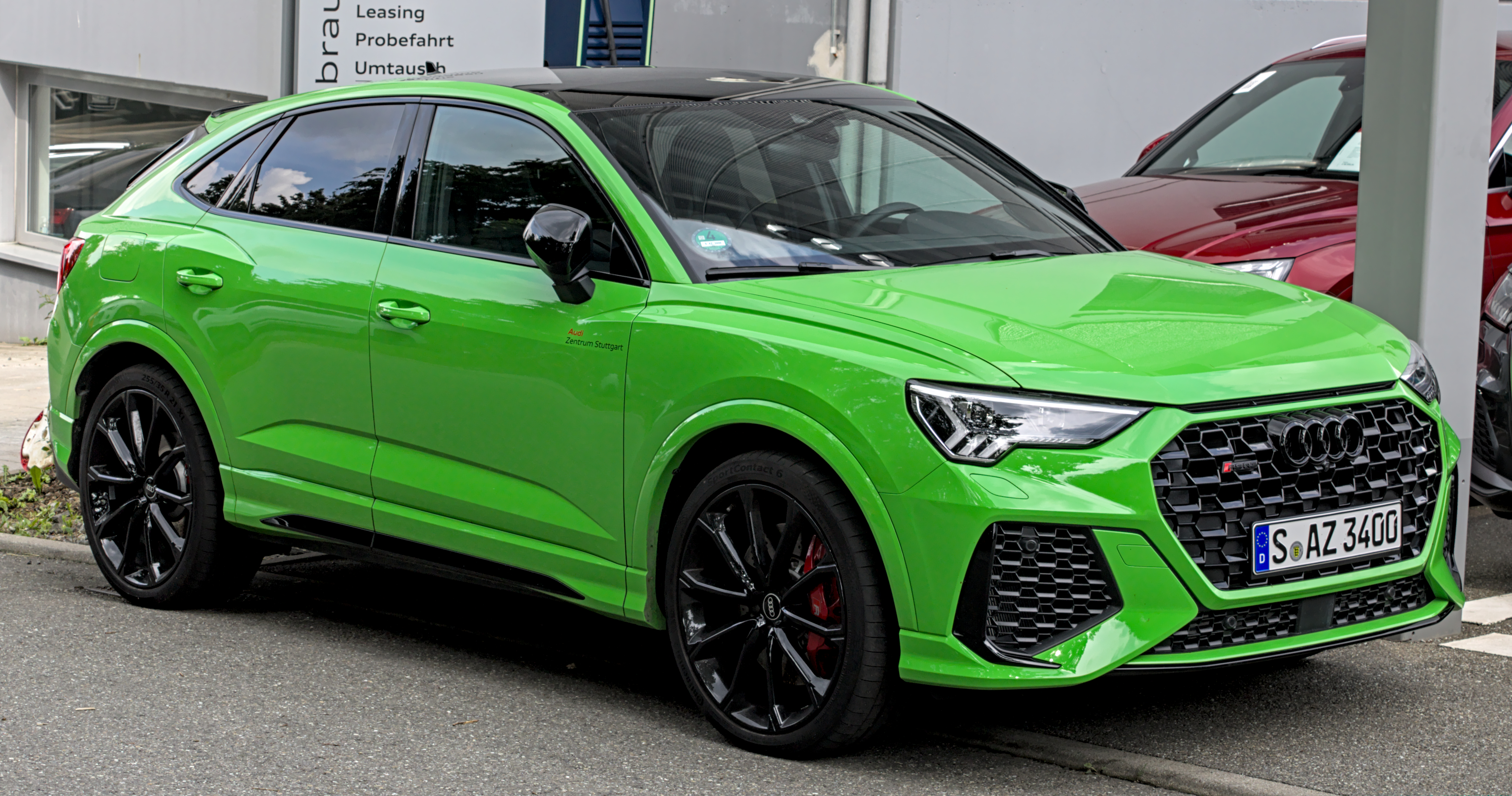
Audi RS Q3 Sportback (depuis 2019)
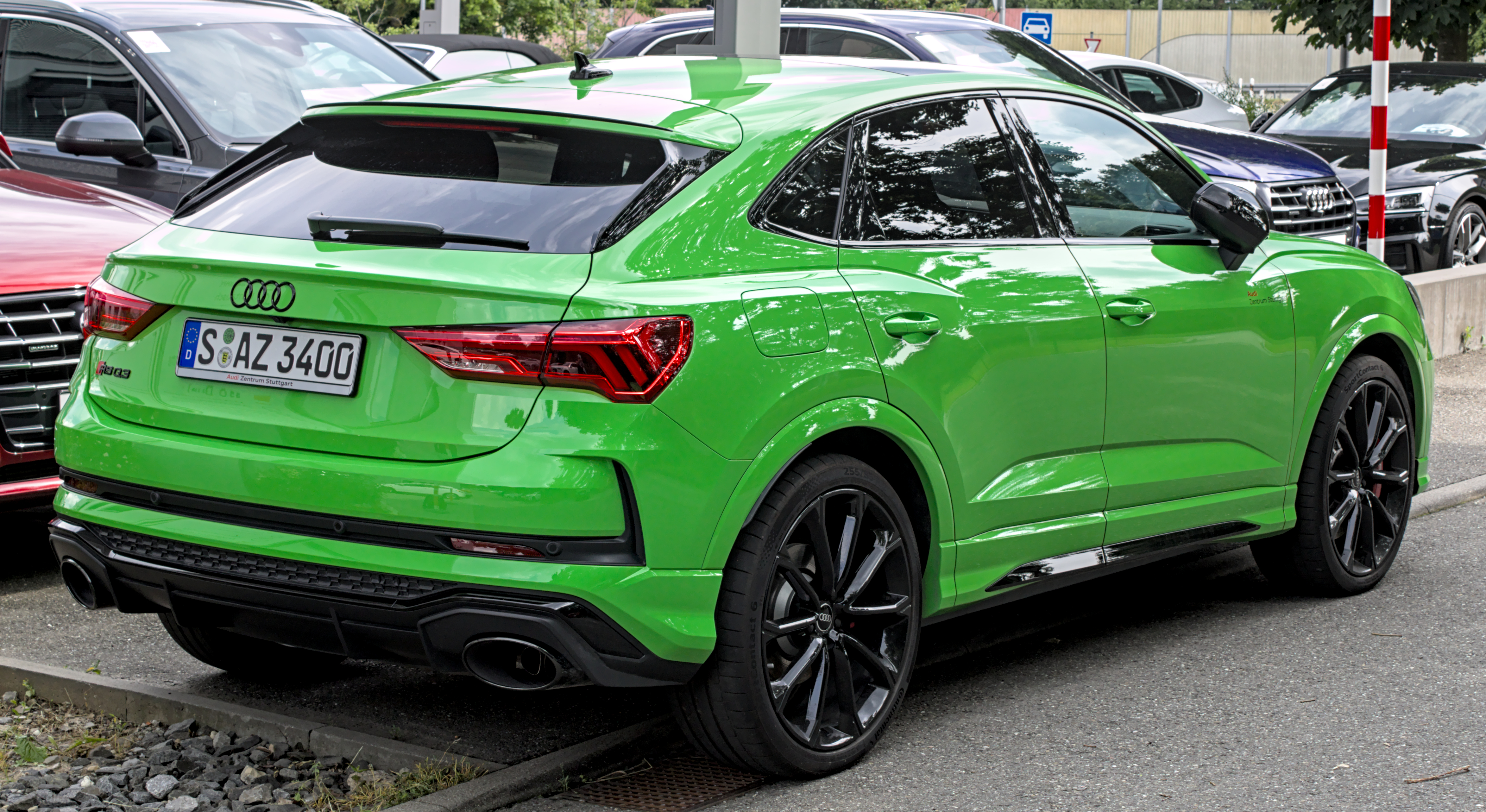
Vue arrière